# 卡利比希
卡利比希（Calibishie）是加勒比海島國多米尼克聖安德魯區的一个城鎮，位於該島北海岸，漢普斯特德以東，海拔高度85米，2001年人口1,040人。卡利比希是巴蒂布、漢普斯特德、霍奇斯、巴普蒂斯特角、烏龜、伍德福德希尔海灘的所在地。